# Тиллери, Джерри
Джерри Ди Тиллери—младший (англ. Jerry D. Tillery Jr.; 8 октября 1996, Шривпорт, Луизиана) — профессиональный футболист, тэкл защиты. На студенческом уровне выступал за команду университета Нотр-Дам. На драфте НФЛ 2019 года был выбран в первом раунде.

## Биография

### Любительская карьера
Джерри Тиллери родился 8 октября 1996 года в Шривпорте. В 2014 году он окончил Евангелистскую христианскую академию. Играл за школьную футбольную команду, а также участвовал в соревнованиях по триатлону. Он принимал участие в Матче всех звёзд игроков школ 2014 года, прошедшем в Сан-Антонио. В январе 2015 года поступил в Университет Нотр-Дам, изучал экономику.
В турнире NCAA Тиллери дебютировал в сезоне 2015 года, сыграв в двенадцати матчах своей команды. Со второго года он стал игроком основного состава. По итогам сезона он стал третьим среди линейных защиты в NCAA по числу сделанных захватов. В чемпионате 2017 года защита «Нотр-Дама» во главе с Тиллери вошла в число двадцати лучших в чемпионате по восьми статистическим показателям. Он сам стал лидером команды по количеству сделанных сэков и давлений на квотербека. По итогам последнего сезона студенческой карьеры Тиллери был назван в числе претендентов на награду Максвелла, вручаемую лучшему игроку NCAA. Лучший матч сезона он провёл против «Стэнфорд Кардинал», сделав четыре сэка и один раз вынудив соперника потерять мяч. После игры Тиллери был назван лучшим игроком недели в защите по трём разным версиям.

#### Статистика выступлений в NCAA
| Сезон | Команда               | Игры | Захваты | Захваты | Захваты | Захваты | Захваты | Перехваты | Перехваты | Перехваты | Перехваты | Перехваты | Фамблы | Фамблы | Фамблы | Фамблы |
| Сезон | Команда               | Игры | Solo    | Ast     | Tot     | Loss    | Sk      | Int       | Yds       | Y/R       | TD        | PD        | FR     | Yds    | TD     | FF     |
| ----- | --------------------- | ---- | ------- | ------- | ------- | ------- | ------- | --------- | --------- | --------- | --------- | --------- | ------ | ------ | ------ | ------ |
| 2015  | Нотр-Дам Файтин Айриш | 6    | 9       | 3       | 12      | 2,0     | 1,0     | 0         | 0         | 0,0       | 0         | 0         | 0      | 0      | 0      | 0      |
| 2016  | Нотр-Дам Файтин Айриш | 11   | 19      | 18      | 37      | 3,5     | 0,0     | 0         | 0         | 0,0       | 0         | 0         | 0      | 0      | 0      | 0      |
| 2017  | Нотр-Дам Файтин Айриш | 13   | 25      | 31      | 56      | 9,0     | 4,5     | 0         | 0         | 0,0       | 0         | 0         | 0      | 0      | 0      | 1      |
| 2018  | Нотр-Дам Файтин Айриш | 12   | 18      | 11      | 29      | 9,5     | 8,0     | 0         | 0         | 0,0       | 0         | 0         | 0      | 0      | 0      | 3      |
| Всего | Всего                 | 42   | 71      | 63      | 134     | 24,0    | 13,5    | 0         | 0         | 0,0       | 0         | 0         | 0      | 0      | 0      | 4      |

### Профессиональная карьера
Перед драфтом НФЛ 2019 года сайт USA Today отмечал атлетизм Тиллери, его физическую силу и способность принимать на поле взвешенные решения. Особенно ему удавались прорывы в проход B между правыми гардом и тэклом нападения. С учётом всех навыков и опыта игрока, ему прогнозировали выбор в первом раунде драфта.
Тиллери был выбран клубом «Лос-Анджелес Чарджерс» в первом раунде драфта под общим 28 номером. Контракт с командой он подписал в июне 2019 года, срок соглашения составил четыре года. В Национальной футбольной лиге он дебютировал в игре первой недели сезона 2019 года. В матче с «Теннесси Тайтенс» 20 октября он впервые вышел на поле в стартовом составе команды. Всего в регулярном чемпионате 2019 года Тиллери сыграл в пятнадцати матчах, проведя на поле 36 % от общего количества розыгрышей защиты. По итогам сезона издание Bleacher Report включило его в пятёрку самых разочаровывающих новичков лиги, хотя главный тренер команды Энтони Линн высоко оценил развитие игрока. В 2020 году он сыграл в шестнадцати матчах чемпионата. По ходу сезона тренерский штаб команды перевёл Тиллери на край линии защиты, после чего его статистические показатели стали лучше. При этом он играл нестабильно и допускал большое количество нарушений правил.
В сезоне 2021 года игра Тиллери стала лучше с точки зрения статистики, но защита против выноса — его основная задача на поле — оставалась слабым местом команды. По действиям в этом аспекте игры он стал всего 97 из 110 внутренних линейных лиги по оценкам издания Pro Football Focus. В межсезонье обозреватель Bleacher Report Алекс Баллентайн писал, что на его место «Чарджерс» могут пригласить кого-то из игроков, выходящих на рынок свободных агентов. В мае 2022 года клуб отказался от возможности продления контракта с игроком на пятый сезон. Перед стартом регулярного чемпионата его место в основном составе занял Себастьян Джозеф-Дэй. Тиллери принял участие в семи играх сезона и 10 ноября был отчислен.

#### Статистика выступлений в НФЛ

##### Регулярный чемпионат
| Сезон | Команда               | Игры | Захваты | Захваты | Захваты | Захваты | Захваты | Перехваты | Перехваты | Перехваты | Перехваты | Перехваты | Фамблы | Фамблы | Фамблы | Фамблы |
| Сезон | Команда               | Игры | Solo    | Ast     | Tot     | Loss    | Sk      | Int       | Yds       | Y/R       | TD        | PD        | FR     | Yds    | TD     | FF     |
| ----- | --------------------- | ---- | ------- | ------- | ------- | ------- | ------- | --------- | --------- | --------- | --------- | --------- | ------ | ------ | ------ | ------ |
| 2019  | Лос-Анджелес Чарджерс | 15   | 9       | 8       | 17      | 3       | 2,0     | 0         | 0         | 0,0       | 0         | 0         | 0      | 0      | 0      | 0      |
| 2020  | Лос-Анджелес Чарджерс | 16   | 19      | 11      | 30      | 3       | 3,0     | 0         | 0         | 0,0       | 0         | 2         | 1      | 0      | 0      | 2      |
| 2021  | Лос-Анджелес Чарджерс | 16   | 24      | 27      | 51      | 6       | 4,5     | 0         | 0         | 0,0       | 0         | 0         | 0      | 0      | 0      | 0      |
| 2022  | Лос-Анджелес Чарджерс | 7    | 5       | 3       | 8       | 0       | 1,0     | 0         | 0         | 0,0       | 0         | 0         | 0      | 0      | 0      | 1      |
| Всего | Всего                 | 54   | 57      | 49      | 106     | 12      | 10,5    | 0         | 0         | 0,0       | 0         | 2         | 1      | 0      | 0      | 3      |

- По состоянию на 11 ноября 2022